# تريفور بارنارد
تريفور بارنارد (بالإنجليزية: Trevor Barnard)‏ هو معلم موسيقى وعازف بيانو أسترالي، ولد في 3 يناير 1938.

## وصلات خارجية
- تريفور بارنارد على موقع ميوزك برينز (الإنجليزية)
- تريفور بارنارد على موقع ديسكوغز (الإنجليزية)